# لف شستوف
لف شستوف (روسی: Лев Исаа́кович Шесто́в؛ ۱۲ فوریهٔ ۱۸۶۶ – ۱۹ نوامبر ۱۹۳۸) فیلسوف اگزیستانسیالیسم، و استاد دانشگاه اهل امپراتوری روسیه بود. او در کی یف متولد شد حقوق خواند و به تدریس در دانشگاه سوربن پرداخت و در پاریس درگذشت. نقد فلسفهٔ سنتی اروپایی، نیهیلیسم، ایمان گرایی، نقد ادبی، ابزوردیسم و نقد خردگرایی از جمله مضامین مهم آثار او هستند.